# Francesco Aguzzoli
Francesco Aguzzoli (Campogalliano, 5 giugno 1935 – Baggiovara, 10 marzo 2019) è stato un allenatore di calcio e calciatore italiano, di ruolo difensore.

## Carriera
Cresciuto nelle giovanili del Modena negli anni '50, è stato convocato per qualche partita con la prima squadra nella stagione 1953-1954 di Serie B senza tuttavia mai scendere in campo. Per "farsi le ossa" è stato poi girato in prestito nelle serie inferiori, prima nel Concordia, poi nel Caltagirone e infine nel Faenza. Nel 1957 viene riscattato dai canarini, rimanendovi per dieci anni, fino al 1967.
Con il Modena ha giocato tra l'altro anche in Serie A per due stagioni (1962-1963 e 1963-1964), collezionando 55 gettoni. In totale con la squadra gialloblu è sceso in campo in 255 partite ufficiali senza però mai segnare.
Nel 1967 passa all'Imperia, in Serie D, dove chiude la carriera due anni dopo.
Dopo il ritiro si è dedicato all'attività di allenatore nelle serie inferiori, allenando il Finale Emilia e il Campogalliano.
È morto a Baggiovara, frazione di Modena, la mattina del 10 marzo 2019.

## Palmarès

### Club

#### Competizioni nazionali
- Serie C: 1

Modena: 1960-1961